# Jamie Kennedy
James Harvey "Jamie" Kennedy, född 25 maj 1970 i Upper Darby i Delaware County, Pennsylvania, är en amerikansk skådespelare, komiker och även rappare. 
Kennedy har medverkat i ett flertal filmer och TV-serier men är mest känd för sitt TV-program The Jamie Kennedy Experiment där han klädde ut sig till olika personligheter och lurade människor i olika komiska sammanhang. Han medverkade också i Maskens återkomst där han blev nominerad till "Sämsta skådespelare" i Golden Raspberry Awards för rollen som "Tim Avery".
Han har även varit med i TV-serien Ghost Whisperer (2008–2010) som Eli James, en av huvudpersonen Melindas bästa vänner, som kunde höra de dödas andar och hjälpte dem över till andra sidan.
Han är vegetarian och engagerad för djurens rättigheter.

## Filmografi (urval)
- 1996 – Scream
- 1997 – Scream 2
- 1999 – Knubbigt regn
- 1999 – Three Kings
- 2000 – Boiler Room
- 2000 – Scream 3
- 2001 – Max Keebles stora flytt
- 2002 – Bug
- 2002-2004 – The Jamie Kennedy Experiment (TV-serie)
- 2003 – Malibu's Most Wanted
- 2005 – Maskens återkomst
- 2005–2006 – Arrested Development (gästroll i TV-serie)
- 2008–2010 – Ghost Whisperer (TV-serie)
- 2009 – Nicke Nyfiken 2: Apa på rymmen! (röst)
- 2009–2014 – Fanboy och Chum Chum (röst)
- 2022 – Scream 5 (röst/cameo)